# The Belle of New York (film 1919)
The Belle of New York è un film muto del 1919 diretto da Julius Steger.

## Trama

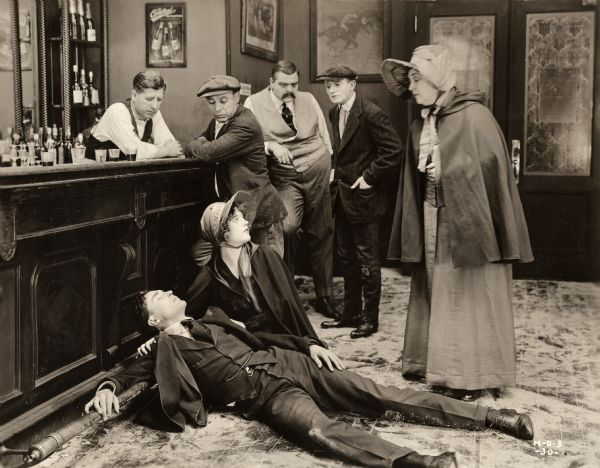
Raymond Bloomer e Marion Davies

Violet Gray è la figlia di un anziano inventore che viene derubato di una sua invenzione da un uomo senza scrupoli. Quando il padre muore, la giovane parte per New York dove trova lavoro alle Follies, pubblicizzata come The Belle of New York. Di lei si innamora Jack ma la loro relazione viene messa in crisi dalla scoperta di Violet che Jack è il figlio dell'uomo che ha rovinato suo padre. Lei caccia l'innamorato che, in preda alla disperazione, si mette a bere. Violet, entrata nell'Esercito della Salvezza, un giorno salva l'ex fidanzato che è rimasto ferito durante una rissa. Lo riporta a casa e lo cura. Il padre di lui, venendo a sapere che Violet è la figlia dell'inventore, si pente del malfatto, implorando il suo perdono.

## Produzione
Il film fu prodotto dalla Marion Davies Film Corporation. La sceneggiatura di Eugene Walter è l'adattamento della commedia musicale The Belle of New York (o The Whirl of New York) di C.M.S. McLellan (l'autore si firmò con lo pseudonimo Hugh Morton). A Broadway, il lavoro di Morton venne messo in scena due volte prima della produzione del film, la prima nel 1897, la seconda nel 1900: entrambi gli spettacoli avevano come protagonista Edna May.

## Distribuzione
Distribuito dalla Select Pictures Corporation, il film uscì nelle sale cinematografiche statunitensi il 27 marzo 1919. In Portogallo, venne distribuito con il titolo A Bela de Nova Iorque il 7 marzo 1923.